# بیگو بیا موگنیی

موقعیت جغرافیایی سایت‌های باستانی اوگاندا

بیگو بیا موگنیی (به انگلیسی: Bigo bya Mugenyi)، همچنین بیگو (کلمه "Bigo" به معنی شهر)، یک ردیف گسترده از خندق‌ها و حفاری‌ها است که شامل کارهای باستانی است که در منطقه دریاچه‌های بزرگ آفریقا در جنوب غربی اوگاندا واقع شده‌است. بیگو که در ساحل جنوبی رودخانه کاتونگا قرار دارد، به بهترین وجه دارای دو عنصر است. اولی شامل یک خندق طولانی و نامنظم و تراز ساحلی با دهانه‌های متعدد است که به‌طور قابل توجهی با اتصال به رودخانه کوتانگا در شرق و باتلاق کاکینگا در غرب، یک مرز بیرونی ایجاد می‌کند. به سمت انتهای شرقی آن، خندق بیرونی بیشتر به سمت شرق منشعب می‌شود تا گذرگاه نزدیک رودخانه کاتونگا را در بر بگیرد. عنصر دوم شامل یک گروه مرکزی و به هم پیوسته از چهار خندق با شکل نامنظم و محفظه‌های ساحلی است که توسط یک خندق به رودخانه کاتونگا متصل می‌شوند. سه تپه با محوطه مرکزی مرتبط است. دو تا در داخل و یکی ابتدای مسیر به سمت غرب. در صورت ترکیب این دو عنصر، عملیات خاکی بیگو بیش از ۱۰ کیلومتر گسترش می‌یابد. بر اساس تاریخ‌های رادیومتری جمع‌آوری‌شده از تحقیقات باستان‌شناسی انجام‌شده در سال ۱۹۶۰ و بررسی‌های اضافی انجام‌شده در سایت خاک‌ریزی مانسا در سال‌های ۱۹۸۸، ۱۹۹۴، و ۱۹۹۵، قدمت عملیات خاکی بیگو تقریباً به سال‌های ۱۳۰۰–۱۵۰۰ پس از میلاد می‌رسد. این مجموعه در اوگاندا «بزرگترین و مهم‌ترین بنای باستانی» کشور نامیده می‌شود.